# Steamgear Mash
Steamgear Mash est un jeu vidéo d'action développé par Tamsoft et édité par Takara, sorti en 1995 sur Saturn.

## Scénario
Dans Steamgear Mash, le joueur incarne Mash, un robot créé par un scientifique pour Mina, une petite fille solitaire. Un jour, alors qu'ils jouaient dehors, un extraterrestre débarque et s'éprend de la jeune fille, qu'il kidnappe. Mash est donc envoyé à son secours.

## Système de jeu
Steamgear Mash est un Run and gun à la troisième personne dans lequel le joueur doit parcourir 7 niveaux tout en éliminant les ennemis. Avec le bouton L, le joueur sélectionne une action, et le bouton R sert à effectuer ladite action. Ces actions permettent entre autres de tirer dans plusieurs directions. Pour tirer, le joueur à a disposition des sorts, des missiles et des shuriken. Certains projectiles permettent de détruire des blocs, d'ouvrir des portes ou d'avoir des interactions avec des objets du décor.